# Novozymes
Novozymes es una compañía de biotecnología global con sede en Bagsværd, a las afueras de Copenhague, Dinamarca con 6,485 empleados en 2015. La compañía tiene operaciones en varios países alrededor del mundo, incluyendo China, India, Brasil, Argentina, Reino Unido, los Estados Unidos, y Canadá. 
Sus acciones de Clase B cotizan en el NASDAQ OMX, mercado accionarial nórdico.
A finales de 2023, Novozymes anunció su unión con Chr. Hansen para formar el grupo Novonesis.

## Historia
El foco de la compañía es la investigación, desarrollo y producción de enzimas de uso industrial, microorganismos, e ingredientes para biofarmacéutica.
En 1925 los hermanos Harald y Thorvald Pedersen fundaron Novo Terapeutisk Laboratorium y Nordisk Insulinlaboratorium con el objetivo de producir insulina. En 1941 el predecesor de la compañía lanzó al mercado su primera enzima, tripsina, extraído del páncreas de animales y utilizados para suavizar el cuero. En los años 1950 fue la primera compañía en producir enzimas por fermentación usando bacterias.  A finales de los años 1980, Novozymes presentó la primera enzima que separaba la grasa para detergentes fabricados con microorganismos genéticamente modificados, llamados Lipolase.
El actual Novozymes fue fundado en el año 2000 como spin-off de la compañía farmacéutica Novo Nordisk.
En los años 2000 Novozymes creció a través de la adquisición de varias compañías con negocios diferentes al de las enzimas. Entre ellas, la compañía de bioagricultura brasileña Turfal y la compañía farmacéutica, química y de ciencias de la vida EMD/Merck Crop BioScience Inc. Estas compras hicieron a Novozymes líder en soluciones sostenibles para la industria biológica agrícola.
En enero de 2016 la compañía escindió su área de biofarmacéutica, creando a Albumedix.

## Propiedad
Las acciones clase A de Novozymes son propiedad de Novo A/S, una filial controlada al 100% por la Fundación Novo Nordisk. Además, Novo A/S posee 5,826,280 acciones clase B, que da a Novo A/S el control del 25.5% del capital total y el 70.1% de los votos.